# Laurino
Laurino là một đô thị (comune) thuộc tỉnh Salerno trong vùng Campania của Ý. Laurino có diện tích km2, dân số là người (thời điểm ngày).